# 5937 Lodén
5937 Lodén là một tiểu hành tinh vành đai chính với chu kỳ quỹ đạo là 1240.7566217 ngày (3.40 năm).
Nó được phát hiện ngày 11 tháng 12 năm 1979.